# Yasushi Kita
Yasushi Kita (喜多 靖, Kita Yasushi) est un footballeur japonais né à Takatsuki le 25 avril 1978.